# Iakov Agranov
Iakov Saoulovitch Agranov (en russe : Я́ков Сау́лович Агра́нов), né Iankel Samouïlovitch Sorenson (Янкель Самуилович Соренсон) le 12 octobre 1893 à Tchatchersk et mort le 1er août 1938 près de Moscou, est une personnalité politique soviétique. Il fut un cadre important de la Tchéka et du NKVD.

## Biographie
Il naît en 1893 dans une famille de commerçants juifs de Tchatchersk, dans le gouvernement de Moguilev, aujourd'hui en Biélorussie. En 1912, il rejoint le parti socialiste-révolutionnaire, puis en 1915 le Parti ouvrier social-démocrate de Russie. Arrêté par la police tsariste la même année, il est exilé dans le gouvernement du Ienisseï.
En 1918, il devient secrétaire du Sovnarkom. Sous les ordres directs de Lénine et de Félix Dzerjinski, il est chargé de l’expulsion de plusieurs figures de l’intelligentsia russe, considérées comme anti-soviétiques, dont les philosophes Nicolas Berdiaev et Nicolas Lossky. 
De 1919 à sa mort il est un responsable important de la Tchéka, puis de l’OGPU et du NKVD, notamment dans l’entourage de Guenrikh Iagoda.
En 1921, dans le cadre de la répression de Kronstadt, il est l’officier chargé de l’enquête sur l’« organisation militante de Petrograd », dirigée par le professeur Tagantsev. L’enquête, en fait un complot monté de toutes pièces par la police secrète, se solde par l’exécution de 85 personnes, dont le poète Nikolaï Goumilev. Agranov participe ensuite à la répression de la révolte paysanne de Tambov. En 1934, à la suite du meurtre de Sergueï Kirov à Léningrad, il dirige les interrogatoires des dirigeants mis en cause durant les Procès de Moscou : Kamenev, Zinoviev et Boukharine (anciens membres du Politburo), Rykov (ancien président du Conseil des commissaires du peuple) et le maréchal Toukhatchevski. Il crée de toutes pièces des preuves dans les procès des 21, du « Prompartiya » (en), et serait sans doute à l’origine du « suicide » du poète Maïakovski en 1930.

On lui attribue la devise : 

« S’il n’y a pas d’ennemi, il faut l’inventer, le dénoncer et le punir. »

 En 1937 il dirige la section du Secret politique du NKVD.
En 1938, il devient lui-même une victime des purges staliniennes : jugé pour « trotskysme », il est exécuté en tant qu'« ennemi du peuple » au polygone de tir de Komounarka, près de Moscou.